# Arturo Tizón
Arturo Tizón   (la Vall d'Uixó, 25 de maig de 1984 - l'Alcúdia de Veo, 16 de gener de 2021) fou un pilot de motociclisme valencià que competí internacionalment entre la temporada de 2005 i la de 2007.
La temporada 2006 pilotà amb l'equip Wurth Honda BQR a la categoria 250cc del Campionat del Món de motociclisme de velocitat al costat del català Aleix Espargaró, malgrat que havia tingut tingut a començament de temporada com a company el colombià Martín Cárdenas. També va córrer en 250cc en 2007 com a únic pilot dins de l'equip Blusens Aprilia Germany.

## Resultats al Mundial de motociclisme
| Any   | Categoria | Moto    | Curses | Victòria | Podis | Pole | Punts | Posició |
| ----- | --------- | ------- | ------ | -------- | ----- | ---- | ----- | ------- |
| 2005  | 250cc     | Honda   | 3      | 0        | 0     | 0    | -     | -       |
| 2006  | 250cc     | Honda   | 16     | 0        | 0     | 0    | 11    | 23è     |
| 2007  | 250cc     | Aprilia | 6      | 0        | 0     | 0    | 1     | 27è     |
| Total |           |         | 25     | 0        | 0     | 0    | 12    |         |